# فهاد (غرمسار كرمان)
فهاد (بالفارسية: فهاد) هي قرية تقع في إيران في قسم غرمسار الریفي.